# Чиле на Светском првенству у атлетици на отвореном 2022.
Чиле је учествовао на 18. Светском првенству у атлетици на отвореном 2022. одржаном у Јуџину  од 15. до 25. јула осамнаести пут, односно учествовао је на свим првенствима до данас. Репрезентацију Чилеа представљала су 6 такмичара (4 мушкарца и 2 жене) који су се такмичили у 4 дисциплине (2 мушке и 2 женске). , 
На овом првенству такмичари Чилеа нису освојили ниједну медаљу нити су остварили неки резултат.

## Учесници
| Мушкарци: - Клаудио Ромеро — Бацање диска - Гвидни Валур Гвиднасон — Бацање диска - Умберто Мансиља — Бацање кладива - Габријел Кехр — Бацање кладива | Жене: - Ивана Ксенија Галардо — Бацање кугле - Карен Гаљардо — Бацање диска |  |

## Резултати

### Мушкарци
| Атлетичар       | Дисциплина     | Лични рекорд | Квалификације  | Квалификације  | Полуфинале            | Полуфинале            | Финале               | Финале  | Детаљи |
| Атлетичар       | Дисциплина     | Лични рекорд | Резултат       | Место          | Резултат              | Место                 | Резултат             | Место   | Детаљи |
| --------------- | -------------- | ------------ | -------------- | -------------- | --------------------- | --------------------- | -------------------- | ------- | ------ |
| Клаудио Ромеро  | Бацање диска   | 67,02 НР     | 61,69          | 9. у гр. Б     |                       |                       | Није се квалификовао | 17 / 31 |        |
| Лукас Нерви     | Бацање диска   | 64,55        | Без пласмана   | Без пласмана   | Нису се квалификовали | Нису се квалификовали |                      |         |        |
| Габријел Кехр   | Бацање кладива | 76,42        | Није стартовао | Није стартовао | Нису се квалификовали | Нису се квалификовали |                      |         |        |
| Умберто Мансиља | Бацање кладива | 77,70 НР     | 75,33 КВ       | 6. у гр. Б     | 73,91                 | 10 / 28 (30)          |                      |         |        |

### Жене
| Атлетичарка           | Дисциплина   | Лични рекорд | Квалификације | Квалификације | Полуфинале | Полуфинале | Финале                | Финале  | Детаљи |
| Атлетичарка           | Дисциплина   | Лични рекорд | Резултат      | Место         | Резултат   | Место      | Резултат              | Место   | Детаљи |
| --------------------- | ------------ | ------------ | ------------- | ------------- | ---------- | ---------- | --------------------- | ------- | ------ |
| Ивана Ксенија Галардо | Бацање кугле | 17,60        | 16,20         | 14. у гр. Б   |            |            | Нису се квалификовале | 27 / 29 |        |
| Карен Гаљардо         | Бацање диска | 61,10 НР     | 57,78         | 11. у гр. А   | 22 / 30    |            | Нису се квалификовале |         |        |